# أنديرس نيلسن
أنديرس نيلسن (بالدنماركية: Anders Nielsen) هو سياسي دانمركي، ولد في 30 مايو 1862، وتوفي في 13 يونيو 1914. حزبياً، نشط في الحزب الليبرالي.